# باولا غوسلينغ
باولا غوسلينغ (بالإنجليزية: Paula Gosling)‏ (12 أكتوبر 1939، ديترويت في الولايات المتحدة)؛ كاتِبة، سيناريست وروائية أمريكية.

## روابط خارجية
- باولا غوسلينغ على موقع IMDb (الإنجليزية)
- باولا غوسلينغ على موقع ألو سيني (الفرنسية)
- باولا غوسلينغ على موقع أول موفي (الإنجليزية)
- باولا غوسلينغ على موقع قاعدة بيانات الفيلم (الإنجليزية)
- باولا غوسلينغ على موقع كينوبويسك (الروسية)